# 科尔若夫卡-戈卢博夫卡农村居民点
科尔若夫卡-戈卢博夫卡农村居民点（俄语：Коржовоголубовское сельское поселение）是俄罗斯联邦布良斯克州克林齐区所属的一个农村居民点。其下辖有个居民点，行政中心为科尔若夫卡-戈卢博夫卡。据2015年统计，该农村居民点的人口为3804人。